# Ландрехт (Німеччина)
Ландрехт (нім. Landrecht) — громада в Німеччині, розташована в землі Шлезвіг-Гольштейн. Входить до складу району Штайнбург. Складова частина об'єднання громад Вільстермарш.
Площа — 4,13 км2. Населення становить 113 ос. (станом на 31 грудня 2020).